# Naso minor
Naso minor là một loài cá biển thuộc chi Naso trong họ Cá đuôi gai. Loài cá này được mô tả lần đầu tiên vào năm 1966.

## Từ nguyên
Từ định danh của loài cá này, minor, trong tiếng Latinh có nghĩa là "nhỏ bé", ám chỉ kích thước bé nhỏ của chúng so với tất cả những thành viên của chi Naso.

## Phạm vi phân bố và môi trường sống
N. minor có phạm vi phân bố tương đối phổ biến ở vùng biển Ấn Độ Dương - Thái Bình Dương. Loài cá này xuất hiện dọc theo vùng bờ biển Đông Phi (cụ thể là từ ngoài khơi Nam Kenya, băng qua bờ biển Tanzania đến Bắc Mozambique), bao gồm Mauritius và Réunion ở Tây Ấn Độ Dương; ở Tây Thái Bình Dương, N. minor có mặt ở vùng biển bao quanh các nhóm đảo phía đông của quần đảo Mã Lai, đảo New Guinea và quần đảo Solomon; phạm vi phía nam giới hạn đến rạn san hô Great Barrier; về phía bắc tới đảo Đài Loan, quần đảo Bắc Mariana, đảo Guam.
N. minor sống gần những rạn san hô và đá ngầm ở độ sâu khoảng từ 3 đến 55 m.

## Mô tả
Chiều dài cơ thể tối đa được ghi nhận ở N. minor là 30 cm, và cũng là thành viên có chiều dài nhỏ nhất trong chi Naso. Cơ thể hình bầu dục thuôn dài, có màu xanh lam xám đến nâu xám ở thân trên (kể cả vây lưng), thân dưới và bụng có màu xám nhạt, gần như trắng (kể cả vây hậu môn). N. minor không có sừng. Vây ngực và vây đuôi có màu vàng nổi bật.
N. minor không có sừng hay bướu ở trước trán. Loài này có duy nhất một phiến xương nhọn màu đen chĩa ra ở mỗi bên cuống đuôi, tạo thành ngạnh sắc. N. minor và Naso thynnoides là hai loài Naso chỉ có một ngạnh ở mỗi bên cuống đuôi, trong khi những thành viên còn lại trong chi đều có 2 ngạnh ở mỗi bên cuống đuôi. Cá đực có thể thay đổi nhanh chóng màu sắc trên cơ thể, khiến chúng trở nên nổi bật hơn khi tán tỉnh những con cá cái.
Số gai ở vây lưng: 5; Số tia vây ở vây lưng: 28 - 30; Số gai ở vây hậu môn: 2; Số tia vây ở vây hậu môn: 28; Số gai ở vây bụng: 1; Số tia vây ở vây bụng: 3.

## Sinh thái
N. minor sống theo từng nhóm nhỏ, cùng kiếm ăn trên các rạn san hô. Thức ăn của chúng là các loài tảo và động vật phù du. N. minor được cá bàng chài Labroides dimidiatus dọn ký sinh bám trên cơ thể khi chúng dừng lại ở các "trạm vệ sinh", vốn được quan sát ở ngoài khơi đảo Apo (Philippines).